# Taytay, Palawan
Taytay là một đô thị hạng 1 ở tỉnh Palawan, Philippines. Theo điều tra dân số năm 2000, đô thị này có dân số 53.657 người trong 10.083 hộ.
Trong thời kỳ thuộc địa Tây Ban Nha, Taytay đã trở thành thủ phủ của tỉnh Calamianes, toàn bộ lãnh thổ Palawan vào năm 1818 và tỉnh Castilla, một khu vực phía bắc Palawan vào năm 1858. Trong thời kỳ thuộc địa Mỹ, Taytay không còn là thủ phủ của Palawan và ranh giới hành chính bị giảm xuống còn 500.000 héc ta khi lập đô thị El Nido in 1916.

## Barangay
Taytay được chia thành 31 barangay.
| - Abongan - Banbanan - Bantulan - Batas - Bato - Beton - Busy Bees - Calawag - Casian - Cataban - Debangan | - Dipla - Liminangcong - Maytegued - New Guinlo - Old Guinlo - Pamantolon - Pancol - Paly (Paly Island) - Poblacion - Pularaquen (Canique) | - San Jose - Sandoval - Silanga - Alacalian - Baras (Pangpang) - Libertad - Minapla - Talog - Tumbod - Paglaum |